# جان کان‌کیک
جان کان‌کیک (انگلیسی: Jon Koncak؛ زاده ۱۷ مهٔ ۱۹۶۳) یک بازیکن بسکتبال اهل ایالات متحده آمریکا است.